# Fereastra lui Baade

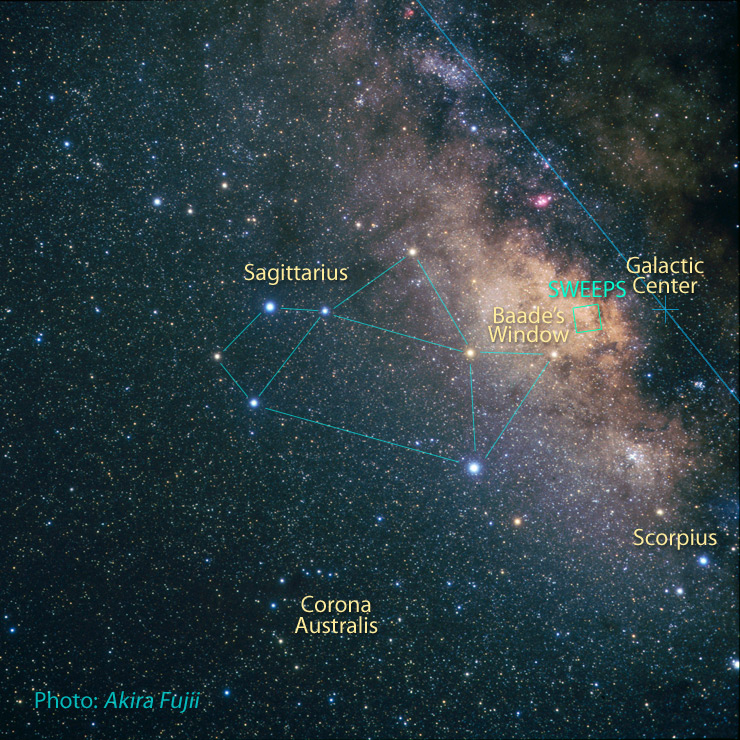
Fereastra lui Baade în Calea Lactee

Fereastra lui Baade este o zonă a cerului cu cantități relativ scăzute de „praf” interstelar de-a lungul liniei de vizibilitate de la Pământ. Această zonă este considerată o „fereastră” de observație, deoarece Centrul Galactic al Căii Lactee, în mod normal întunecat, este vizibil în această direcție. Este denumită după astronomul Walter Baade, care a recunoscut primul semnificația sa. Această zonă corespunde uneia dintre cele mai luminoase zone vizibile ale Căii Lactee. Este centrat la longitudine galactică l=1,02 grade și latitudine galactică b=-3,92 grade,  ceea ce corespunde unei ascensiuni drepte de 18h 03m 32,14s și unei declinații de -30 de grade 02m 06,96s, în direcția constelației Săgetătorul. 

## Istorie
Walter Baade a observat stelele din această zonă la mijlocul anilor 1940 folosind Telescopul Hooker de 2,5 m de la Observatorul Mount Wilson din California în timp ce căuta centrul galaxiei Calea Lactee. Până în acel moment, structura și locația centrului galactic nu erau cunoscute cu certitudine.
În 2006, Sagittarius Window Eclipsing Extrasolar Planet Search (SWEEPS) a efectuat un studiu astronomic pentru a monitoriza 180.000 de stele timp de șapte zile pentru a detecta planete extrasolare prin metoda de tranzit.

## Semnificație

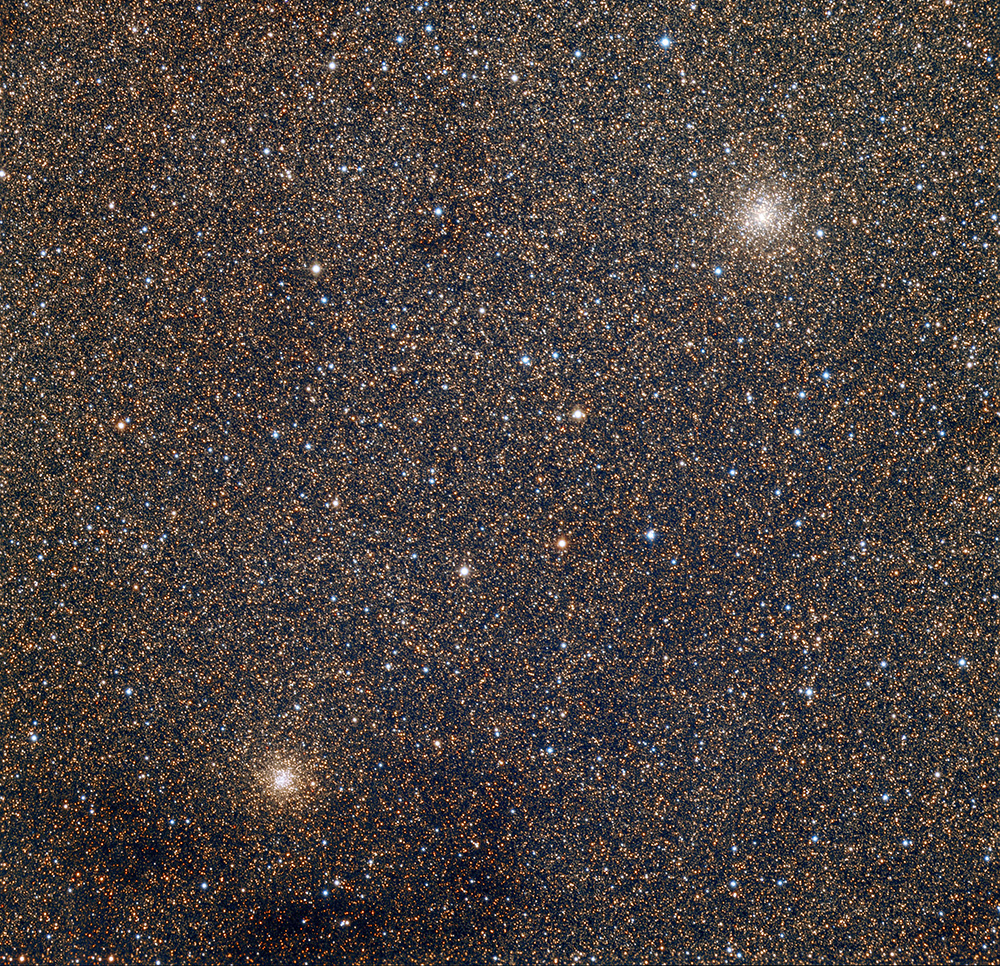
(dreapta sus) și (stânga jos) sunt vizibile în Fereastra lui Baade.

Fereastra lui Baade este folosită frecvent pentru a studia stelele îndepărtate din centrul bulbului în lungimi de undă vizibile și aproape vizibile ale luminii. Informații importante despre geometria internă a Căii Lactee sunt încă în curs de rafinare prin măsurătorile efectuate prin această „fereastră”. În prezent, se știe că fereastra se află ușor „la sud” de bulbul central principal al galaxiei. Fereastra are un contur neregulat și subîntinde aproximativ 1 grad din cer. Ea este centrată pe clusterul globular NGC 6522⁠(d).
Fereastra lui Baade este cea mai mare dintre cele șase zone prin care sunt vizibile stelele din bulbul central.
OGLE și alte programe de observare au detectat cu succes planete extrasolare care orbitează în jurul stelelor cu bulb central în această zonă prin metoda microlentilelor gravitaționale.
Stelele observate prin Fereastra lui Baade pot fi numite stele BW (Baade's Window), în mod similar stelele gigantice pot fi numite giganți BW.